# Dzsenifer Marozsán

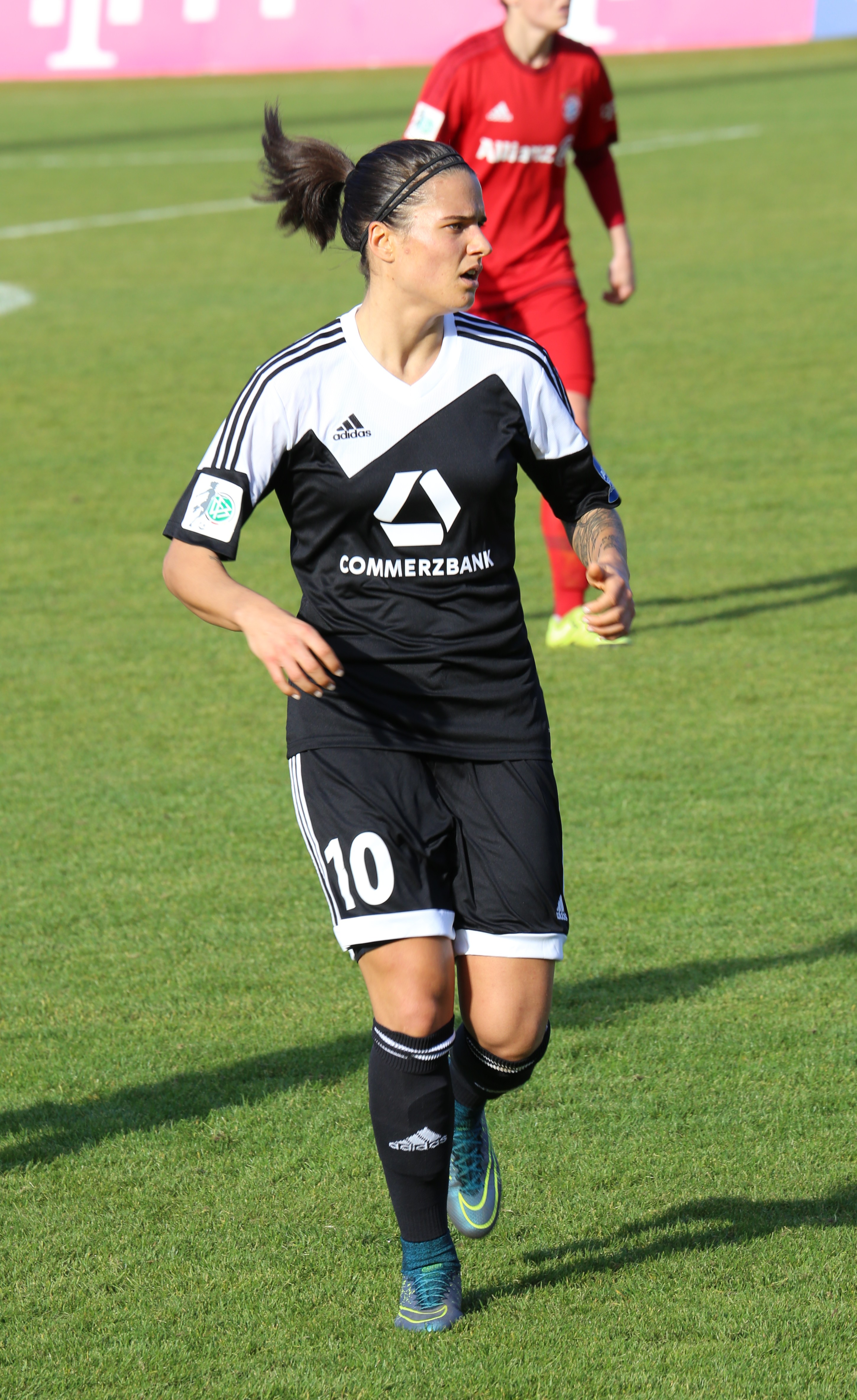
Marozsán im DFB-Pokal-Achtelfinale 2015

Dzsenifer Marozsán [ˈdʒɛnifɛr ˈmɒroˌʒaːn] (* 18. April 1992 in Budapest, Ungarn) ist eine deutsche Fußballspielerin. Von 2010 bis 2023 spielte sie für die A-Nationalmannschaft. Von 2009 bis 2016 war sie beim Bundesligisten 1. FFC Frankfurt aktiv. Von 2016 bis 2025 war sie in Frankreich bei Olympique Lyon unter Vertrag.

## Karriere

### Vereine
Marozsán wurde in Budapest geboren. Ihre Eltern zogen 1996 mit ihr nach Saarbrücken-Burbach im Saarland, nachdem ihr Vater János, ein viermaliger ungarischer Fußballnationalspieler, einen Vertrag beim 1. FC Saarbrücken unterschrieben hatte. Ihre Karriere begann sie bei DJK Burbach, wo sie bis zur D-Jugend in einer Jungenmannschaft spielte. Danach wechselte auch sie in die Jugendabteilung des 1. FC Saarbrücken. 2007 gelang Marozsán, obwohl noch für die B-Jugend spielberechtigt, der Sprung in die erste Mannschaft, in der sie zur Stammspielerin avancierte. Ihr erstes Bundesligaspiel bestritt sie im Alter von 15 Jahren – und damit als bis heute jüngste Bundesliga-Spielerin – am 19. August 2007 (erster Spieltag) beim 1:1 im Auswärtsspiel gegen den SC Freiburg mit Einwechslung für Josephine Henning in der 77. Minute. Ihr erstes Bundesligator erzielte sie am 26. August 2007 (2. Spieltag) beim 2:2 im Heimspiel gegen den TSV Crailsheim mit dem Treffer zum 2:1 in der 76. Minute, zwei Minuten nach ihrer Einwechslung für Sarah Karnbach. Mit ihrer Mannschaft erreichte sie 2008 das Pokalfinale, das gegen den 1. FFC Frankfurt mit 1:5 verloren wurde. Zur Saison 2009/10 wechselte Marozsán zum Ligakonkurrenten 1. FFC Frankfurt, mit dem sie zweimal den DFB-Pokal (2011, 2014) und einmal die Champions League (2015) gewann.
Zur Spielzeit 2016/17 wechselte Marozsán zu Olympique Lyon. Nur zehn Monate später hatte sie mit OL das Triple (Meisterschaft, Landes- und Europapokal) gewonnen und wurde zudem mit der Trophäe der Spielergewerkschaft UNFP als saisonbeste Spielerin der Division 1 Féminine ausgezeichnet. Ihren Vertrag mit Olympique, den sie als „weltbesten Verein mit den besten Spielerinnen der Welt“ bezeichnete, hatte sie zunächst bis Juni 2020 verlängert, danach bis Juni 2023.
Nach Abschluss der Saison 2020/21 wechselte sie gemeinsam mit ihren Mannschaftskameradinnen Sarah Bouhaddi und Eugénie Le Sommer bis zum Jahresende auf Leihbasis zu OL Reign, wo sie unter anderem mit Megan Rapinoe in einem Team stand. Im Mai 2025 wurde bekannt, dass sie Lyon verlässt, sie konnte mit dem Verein acht Meisterschaften gewinnen und fünfmal die Champions League.
Am 10. August 2025 wurde bekannt, dass sie sich dem saudischen Al-Qadsiah WFC anschloss.

### Nationalmannschaft
Für die U-15-Nationalmannschaft erzielte sie in fünf Spielen vier Tore. Zwei Wochen nach ihrem Debüt in der U-15-Auswahlmannschaft folgte der erste Einsatz in der U-17-Nationalmannschaft. Beim 8:0-Sieg gegen die Auswahl Dänemarks erzielte sie gleich drei Tore. Sie nahm am Nordic Cup teil und belegte mit der DFB-Auswahl den dritten Platz. 2008 wurde sie mit der Mannschaft Europameisterin und wurde bei dem Turnier mit zwei Toren Torschützenkönigin. Bei der erstmals in Neuseeland ausgetragenen U-17 Weltmeisterschaft im selben Jahr bestritt sie alle Turnierspiele und wurde auch dort mit insgesamt sechs Treffern Torschützenkönigin. Als zweitbeste Spielerin des Turniers wurde sie mit dem „Silbernen Ball“ hinter der Japanerin Mana Iwabuchi ausgezeichnet. Bemerkenswert: In 21 Länderspielen für die U-17-Nationalmannschaft erzielte sie 21 Tore.
Am 9. März 2009 bestritt sie im Rahmen des Zehn-Nationen-Turniers im südspanischen La Manga gegen die Auswahl Italiens ihr erstes Länderspiel für die U-19-Nationalmannschaft und erzielte in diesem Spiel auch ihr erstes Tor in dieser Altersklasse. Am 28. Oktober 2009 absolvierte sie in Barsinghausen ihr erstes Länderspiel für die U-20-Nationalmannschaft gegen Schwedens U-23-Auswahlmannschaft. Am 1. August 2010 konnte Marozsán bei der U-20-Weltmeisterschaft in Deutschland durch einen 2:0-Endspielsieg gegen Nigeria mit ihrer Mannschaft den Titelgewinn feiern.
Knapp drei Monate später, am 28. Oktober 2010, gab sie im Spiel gegen die Auswahl Australiens ihr Debüt in der A-Nationalmannschaft. Marozsán wurde zunächst für den erweiterten WM-Kader nominiert, erlitt am 1. Mai 2011 im Training einen Innenbandriss im rechten Knie, wodurch sie für die Weltmeisterschaft 2011 ausfiel. Am 15. Februar 2012 erzielte sie beim 5:0-Sieg im EM-Qualifikationsspiel mit dem 1:0 gegen die Auswahl der Türkei ihr erstes Länderspieltor. Mit der DFB-Auswahl gewann sie am 7. März 2012 in Faro den Algarve-Cup durch ein 4:3 im Finale gegen die Auswahl Japans.
Im Sommer 2012 nahm sie zum zweiten Mal an der U-20-Weltmeisterschaft teil. Sie erreichte mit der Mannschaft erneut das Finale und somit auch als erste Spielerin, der dies gelang. Nachdem zuvor fünf Siege ohne Gegentor gelangen, darunter ein 3:0 in der Vorrunde gegen die Auswahlmannschaft der Vereinigten Staaten, wurde das Finale gegen ebendiesen Gegner mit 0:1 verloren. Marozsán wurde als beste Spielerin des Turniers mit dem „Goldenen Ball“ ausgezeichnet.
Bei der vom 10. bis zum 28. Juli 2013 ausgetragenen Europameisterschaft in Schweden bestritt sie alle drei Gruppenspiele, das Viertelfinale gegen die Auswahl Italiens, das Halbfinale am 24. Juli gegen die gastgebenden Schwedinnen, in dem sie mit dem Siegtreffer zum 1:0 in der 33. Minute für den Einzug ins Finale beitrug, und eben jenes, das mit 1:0 gegen die Auswahl Norwegens zum Titelgewinn führte.
Am 27. November 2013 gelangen ihr beim 8:0 im WM-Qualifikationsspiel gegen Kroatien in Osijek erstmals vier Tore in einem Länderspiel, wobei sie das erste, dritte, fünfte und siebte Tor erzielte. Im März 2014 gewann sie mit der deutschen Mannschaft erneut den Algarve-Cup. Sie wurde als beste Spielerin des Turniers ausgezeichnet und wurde mit vier Treffern gleichzeitig Torschützenkönigin.
Am 24. Mai 2015 wurde sie von Bundestrainerin Silvia Neid in den endgültigen Kader für die Weltmeisterschaft 2015 in Kanada berufen. Trotz einer im Training erlittenen Sprunggelenksverletzung kam sie bei diesem Turnier, bei dem Deutschland am Ende den vierten Platz belegte, in fünf Spielen zum Einsatz. Ihr Treffer zum 4:1-Endstand im Achtelfinale gegen Schweden wurde später von den Zuschauern der ARD-Sportschau zum „Tor des Monats“ gewählt.
2016 wurde Marozsán für das olympische Fußballturnier der Frauen in Brasilien in den Kader der Nationalmannschaft aufgenommen und gewann dort die Goldmedaille. Beim 2:1-Sieg im Finale gegen Schweden traf sie einmal selbst und bereitete einen Treffer vor. Für den Gewinn der Goldmedaille erhielt sie am 1. November 2016 das Silberne Lorbeerblatt.
Am 21. Oktober 2016 wurde sie zur Spielführerin der Nationalmannschaft ernannt. Bei der Europameisterschaft 2017 in den Niederlanden schied Deutschland im Viertelfinale gegen Dänemark aus. Von ihrer Funktion als Spielführerin trat Marozsán Anfang 2019 zurück, ihre Nachfolgerin wurde Alexandra Popp. Für die WM 2019 wurde sie ungeachtet dessen von der Bundestrainerin Martina Voss-Tecklenburg ins deutsche Team berufen.
Sie wurde 2019 mit 159 von 477 Stimmen zum dritten Mal in Folge zu Deutschlands Fußballerin des Jahres gekürt, vor Alexandra Popp und Sara Däbritz.
Am 22. September 2020 wurde Marozsán beim 3:0-Sieg gegen Montenegro in der 53. Minute für Melanie Leupolz eingewechselt und kam so zu ihrem 100. Länderspieleinsatz.
Wegen eines Kreuzbandrisses konnte Marozsán nicht an der Fußball-Europameisterschaft 2022 teilnehmen. Am 13. März 2023 gab Marozsán ihren Rücktritt aus der deutschen Nationalmannschaft bekannt. Ihr letztes Länderspiel bestritt sie am 11. April 2023 in Nürnberg bei der 1:2-Niederlage im WM-Vorbereitungsspiel gegen Brasilien, bei dem sie in der 64. Minute eingewechselt wurde.

## Erfolge

### Nationalmannschaft
- Olympiasiegerin 2016
- Europameisterin 2013
- Zweite der U-20-Weltmeisterschaft 2012
- U-20-Weltmeisterin 2010
- Dritte der U-17-Weltmeisterschaft 2008
  - Torschützenkönigin der U-17-Weltmeisterschaft 2008
- U-17-Europameisterin 2008
  - Torschützenkönigin der U-17-Europameisterschaft 2008
- Algarve-Cup-Sieger 2012, 2014, 2020 (kampflos)
  - Torschützenkönigin beim Algarve-Cup 2014
- U-15-Länderpokal-Siegerin 2007

### Vereine
- UEFA-Women’s-Champions-League-Siegerin 2015, 2017, 2018, 2019, 2020, 2022 (ohne Endspieleinsatz)
- UEFA-Women’s-Champions-League-Finalistin 2012
- DFB-Pokal-Siegerin 2011, 2014
- DFB-Pokal-Finalistin 2008, 2012
- Französische Meisterin: 2017, 2018, 2019, 2020, 2022, 2023, 2024, 2025
- Französische Pokalsiegerin: 2017, 2019, 2020, 2023
- Französische Supercup-Siegerin: 2019, 2022, 2023

## Auszeichnungen

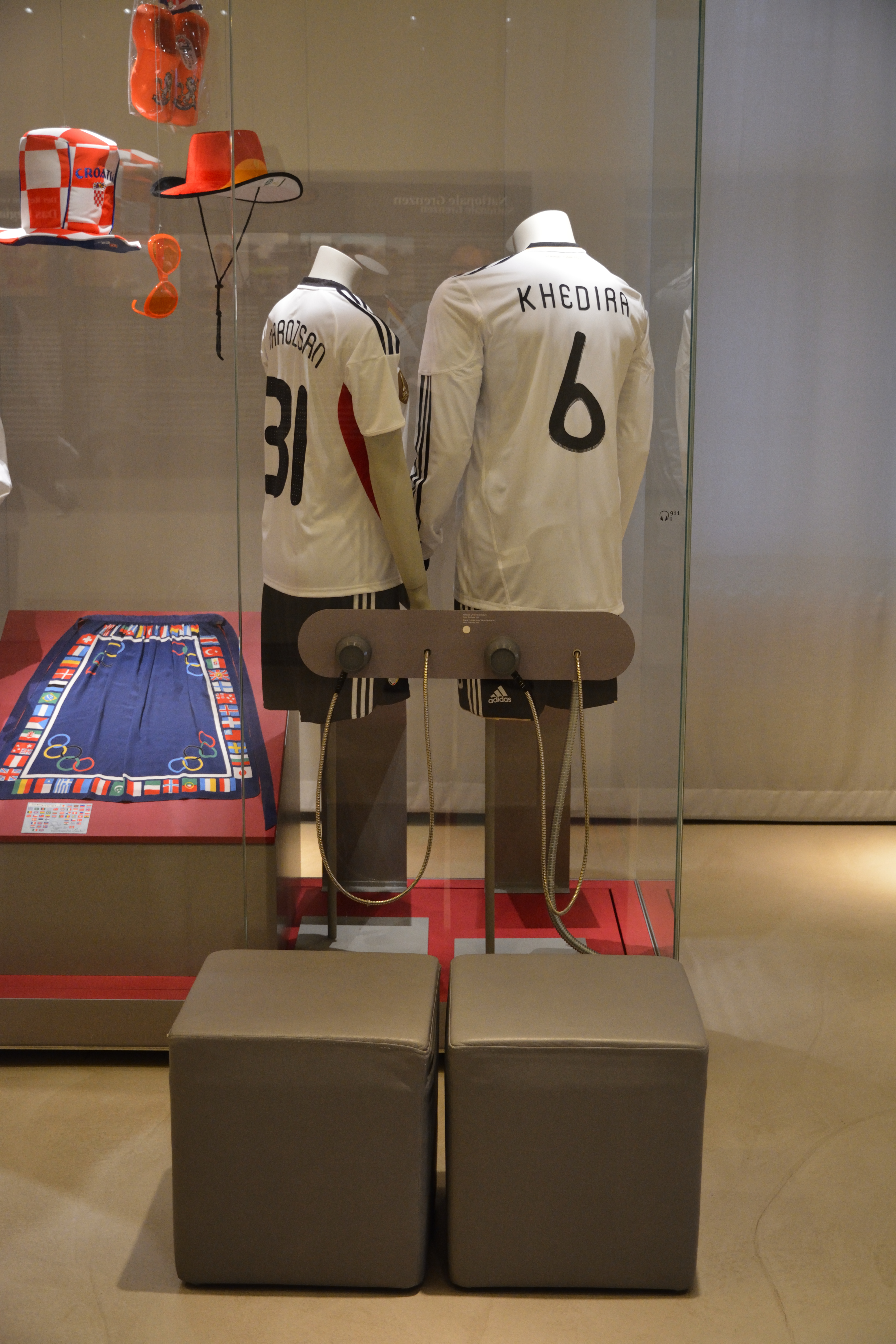
Ausstellung im Museum Europäischer Kulturen

- Nominierung für den Ballon d’Or: 2018 (3. Platz), 2019 (10.)

- Europas Mittelfeldspielerin des Jahres 2020
- Goldener Ball bei der U-20 Weltmeisterschaft 2012 (Beste Spielerin des Turniers)
- Preisträgerin der Fritz-Walter-Medaille 2009 in Bronze (beste Nachwuchsspielerin U-17)
- Silberner Ball bei der U-17 Weltmeisterschaft 2008 (Zweitbeste Spielerin des Turniers)
- Wahl in das All-Star-Team der EM 2013[22]
- Beste Spielerin des Turniers beim Algarve-Cup 2014
- Torschützin des Monats (Juni 2015)[23][24]
- Deutschlands Fußballerin des Jahres: 2017, 2018, 2019
- Fußballerin des Jahres (Version UNFP) in der französischen Division 1 Féminine: 2017, 2018, 2019
- Frankreichs Fußballerin des Jahres (Version FFF): 2018, 2019
- IFFHS Welt-Spielmacherin: 2016, 2018, 2020
- Im Museum Europäischer Kulturen in Berlin wird ein Trikot von Marozsán zusammen mit einem von Sami Khedira ausgestellt.